# Henrik Horstbøll
Henrik Horstbøll (født 16. november 1952) er en dansk forskningsbibliotekar og historiker.
Henrik Horstbøll blev i 1980 cand. mag. i historie fra Aarhus Universitet og fik den filosofiske licentiatgrad i historie sammesteds 1987. Han blev året efter ansat ved Universitetet som forskningstipendiat, en stilling han fungerede i til 1991.
Han blev ansat i 1994 ved det Kongelige Bibliotek som forksningsbibliotekar. Blev dr. phil i historie ved Aarhus Universitet i 1999 med disputatsen Menigmands medie. Det folkelige bogtryk i Danmark 1500-1840. En kulturhistorsk undersøgelse (udgivet på Museum Tusculanums Forlag samme år). Han fik i 2000 Kungliga Gustav Adolfs Akademien för svensk Folkkulturs pris fra Gösta Bergs Minnesfond i Uppsala for sin disputats. I 2009 blev han udnævnt som professor i bok-och bibliotekshistoria ved Universitetet i Lund, hvor han virkede frem til januar 2018. Henrik Horstbøll er ny tilknyttet Lunds Universitet som professor emeritus.
Han har skrevet en række artikler og afhandlinger om litteratur, politisk bevidsthed og idéhistorie, fortrinsvis omhandlende perioden 1600-1800, bl.a. Bogmarkedet og læserevolutionen I Danmark-Norge i det lange 18. århundrede (i Lesande og skrivande Bønder. Festskrift til Jostein Fet, 2005), Reform and Revolution. The French Revolution and the case of Denmark (i Scandinavian Journal of History, vol. 15, 1990) og Enevælde, opinion og opposition (i Historie, Jyske Samlinger, 1987).
Han har desuden skrevet kapitlet Civilisation og nation 1760-1830 i Gyldendals Danmarks historie bind 10 Historiens historie (redigeret af Søren Mørch, 1992)